# Szajkowka
Szajkowka (ros. Шайковка) – osiedle przy stacji w Rosji, w obwodzie briańskim, w rejonie kirowskim. W 2010 liczyło 12 mieszkańców.